# Sibylle Hagmann
Sibylle Hagmann (geboren 1965 in der Schweiz) ist eine Schweizer Schriftgestalterin.

## Leben und Wirken
Sibylle Hagmann studierte bis 1989 an der Schule für Gestaltung Basel. Anschließend arbeitete sie bei Eclat und Zintzmeyer & Lux in Zürich. Bis 1996 folgte ein Masterstudium an der CalArts in Kalifornien. Sie war für einige Jahre verantwortlich für die Gestaltung von Drucksachen, Webseite und Publikationen der School of Architecture der University of Southern California und unterrichtete an verschiedenen Schulen in Kalifornien. 
Hagmann hat 1999 die Schrift „Cholla“ veröffentlicht, die im selben Jahr von Emigre vertrieben wurde und eine Auszeichnung von ATypl erhielt. Im Jahr 2000 zog sie nach Houston und gründete dort das Designbüro Kontour, das für Kunden wie das Museum of Fine Arts in Houston, das Dallas Museum of Art und die University of Southern California sowie die Rice University School of Architecture arbeitet. Sie ist seit 2002 Professorin im Graphic Communications Program an der University of Houston. Hagmann präsentiert ihre Arbeiten auf internationalen Typografie-Konferenzen, gelegentlich verbunden mit Workshops. Sie widmet sich außerdem der Kunst der analogen typografischen Gestaltung. 

## Werke
- 1999 veröffentlichte Hagmann die Schriftfamilie Cholla, die von Emigre vertrieben wurde und eine Auszeichnung der ATypI erhielt.
- Hagmann verfasste im Jahr 2005 den Aufsatz Non-existent Design: Women and the Creation of Type, in dem sie untersucht, warum Frauen in der Schriftgestaltung unterrepräsentiert sind, und neben Erklärungsansätzen auch Statistiken liefert. Der Artikel erschien im Juni 2005 in der Zeitschrift Visual Communication.[3]
- 2014 hielt sie eine Rede auf der von FontShop veranstalteten Konferenz „TYPO San Francisco“, zu ihrer Studie, wie sich das Schriftdesign in der DDR nach dem Zweiten Weltkrieg im Vergleich zu den Fortschritten der Typografie in Westdeutschland entwickelt hat.[4]

## Ehrungen und Auszeichnungen
- 2006 gewann ihre Schrift Odile den Designpreis der Schweiz.[5]